# Jiří Kopejsko
Jiří Kopejsko (24. srpna 1939 Přední Kopanina – 18. září 2018) byl český katolický kněz a 47. velmistr a generál Rytířského řádu Křižovníků s červenou hvězdou (2001–2011).

## Život
Vystudoval průmyslovou školu strojní a později se rozhodl pro duchovní dráhu. Na kněze byl vysvěcen 23. června 1973. Do noviciátu Křižovníků s červenou hvězdou byl přijat v říjnu 1990 a krátce poté se stal prvním konsultorem řádu. Zastával též post probošta v Chlumu Svaté Maří, jednom z nejstarších českých mariánských poutních míst. Taktéž zastával úřad vikáře sokolovského vikariátu.
Jeho jmenování velmistrem mělo být návratem k normálnímu stavu, kdy řád řídí velmistr (před jeho jmenováním jej řídil apoštolský delegát František Václav Lobkowicz, biskup ostravsko-opavský) nicméně ukázalo se, že situace řádu není dosud stabilizovaná a po vizitaci, která prokázala velmi neuspokojivý stav, v roce 2004 jmenoval Vatikán nového apoštolského delegáta – emeritního pražského pomocného biskupa Mons. Jaroslava Škarvadu.
Roku 2011 Jiří Kopejsko odešel na emerituru a velmistrem řádu byl zvolen Josef Šedivý. Emeritní velmistr Jiří Kopejsko se vrátil na Chlum sv. Máří, kde byl ustanoven farářem. Později působil na Chlumu jako výpomocný duchovní.
Zemřel po těžké nemoci 18. září 2018 a byl pohřben do řádové hrobky v kostele v Chlumu Svaté Maří